# Eberbach (Sulm)
Der Eberbach ist ein sieben Kilometer langer Bach anfangs kurz an dessen Rand, dann im Landkreis Heilbronn im mittleren Baden-Württemberg, der nach westlichem bis südwestlichem Lauf vor dem Dorf Erlenbach von rechts in die untere Sulm mündet. Am Unterlauf wird er auch Weißenhofbach genannt.

## Geographie

### Verlauf

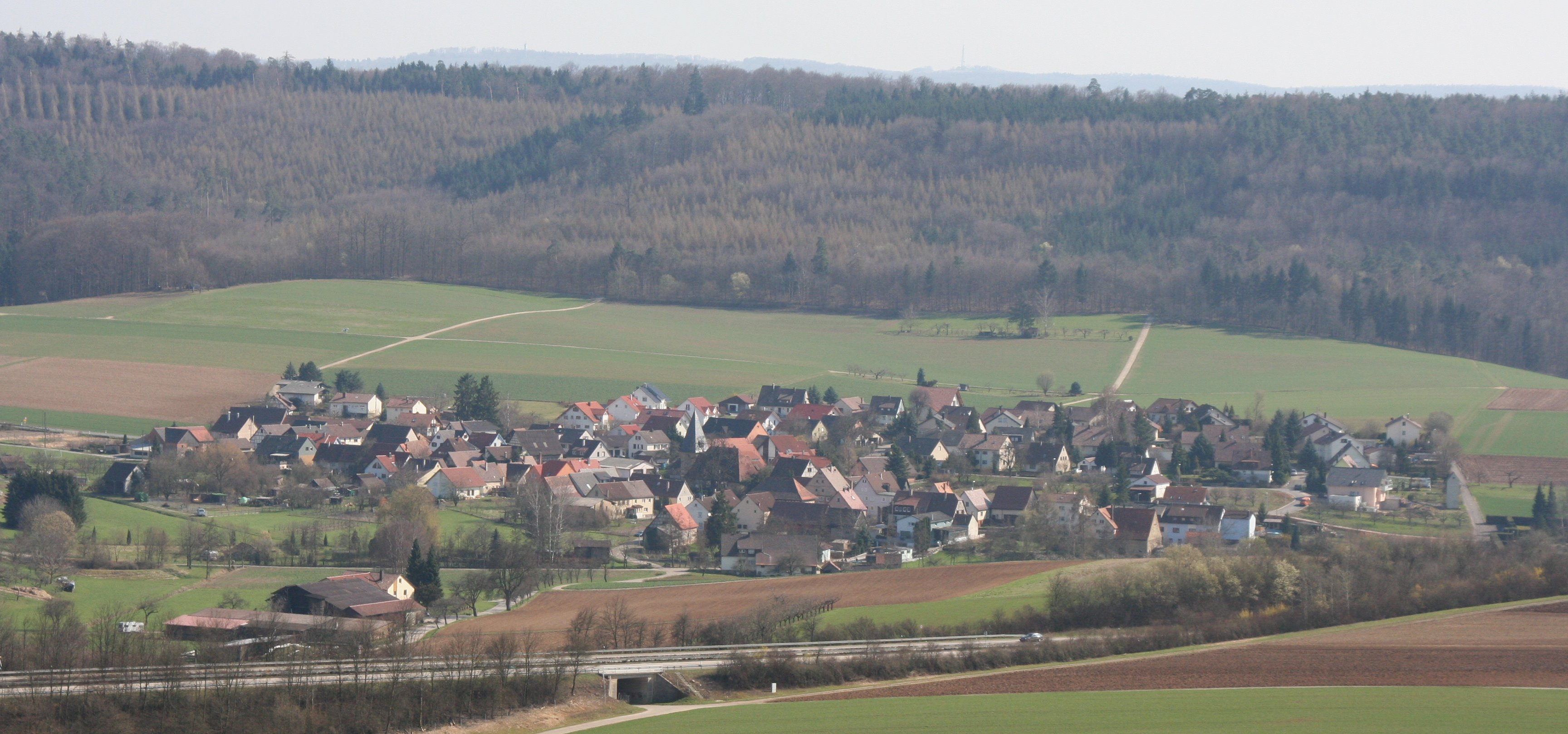
Blick nach Südosten auf Hölzern

Der Eberbach entsteht im Hügelwald zwischen dem Dorf Schwabbach der Gemeinde Bretzfeld im Hohenlohekreis und dem Gemeindeteil Hölzern von Eberstadt Landkreis Heilbronn nach dem Waldparkplatz Steinerner Tisch in einem neben der Straße einsetzenden und sie begleitenden Geländeriss Lange Klinge auf rund 250 m ü. NHN. Er schlängelt sich anfangs über sandigem Grund mit bis zu zwei Metern Breite in Richtung Westen. Nach einem guten halben Kilometer verlässt der Bach, bisher Grenze zwischen den Gemeinden Bretzfeld links und Eberstadt rechts, an zwei kleinen Teichen den Wald in die Eberstadter Gemarkung hinein und fließt unter den Weinbergen rechts am Hang des Schnabelsbergs weiter auf Hölzern zu.
Er wechselt dabei auf die rechte Seite der Landesstraße und nimmt etwa anderthalb Kilometer unterhalb seines Ursprung gegenüber dem größtenteils am linken Ufer liegenden Ort von Nordwesten her seinen anderen Oberlauf Klingenbach auf. Dieser teils ebenfalls Eberbach genannte Bach läuft von Anfang an in der offenen Flur, ist etwa zwei Kilometer lang und trägt ein ziemlich genau gleich großes Teileinzugsgebiet bei wie der offizielle Oberlauf.

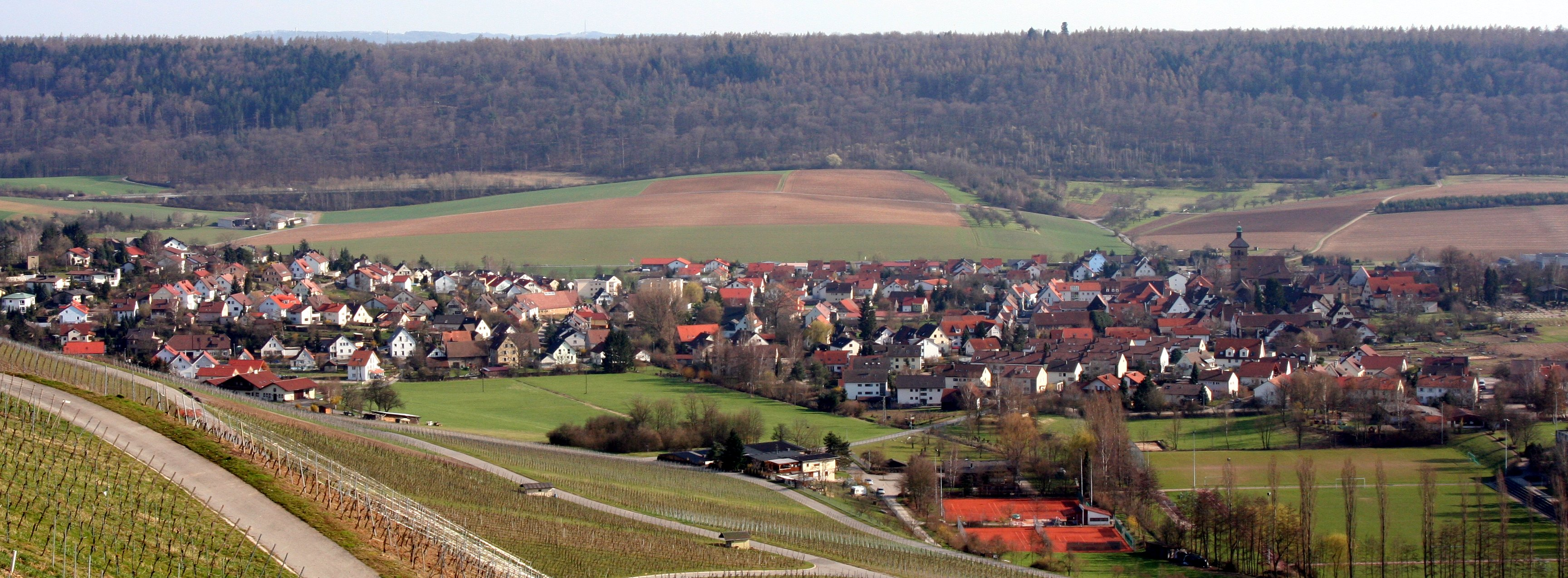
Blick nach Süden vom Sporn Eberfürst auf Eberstadt

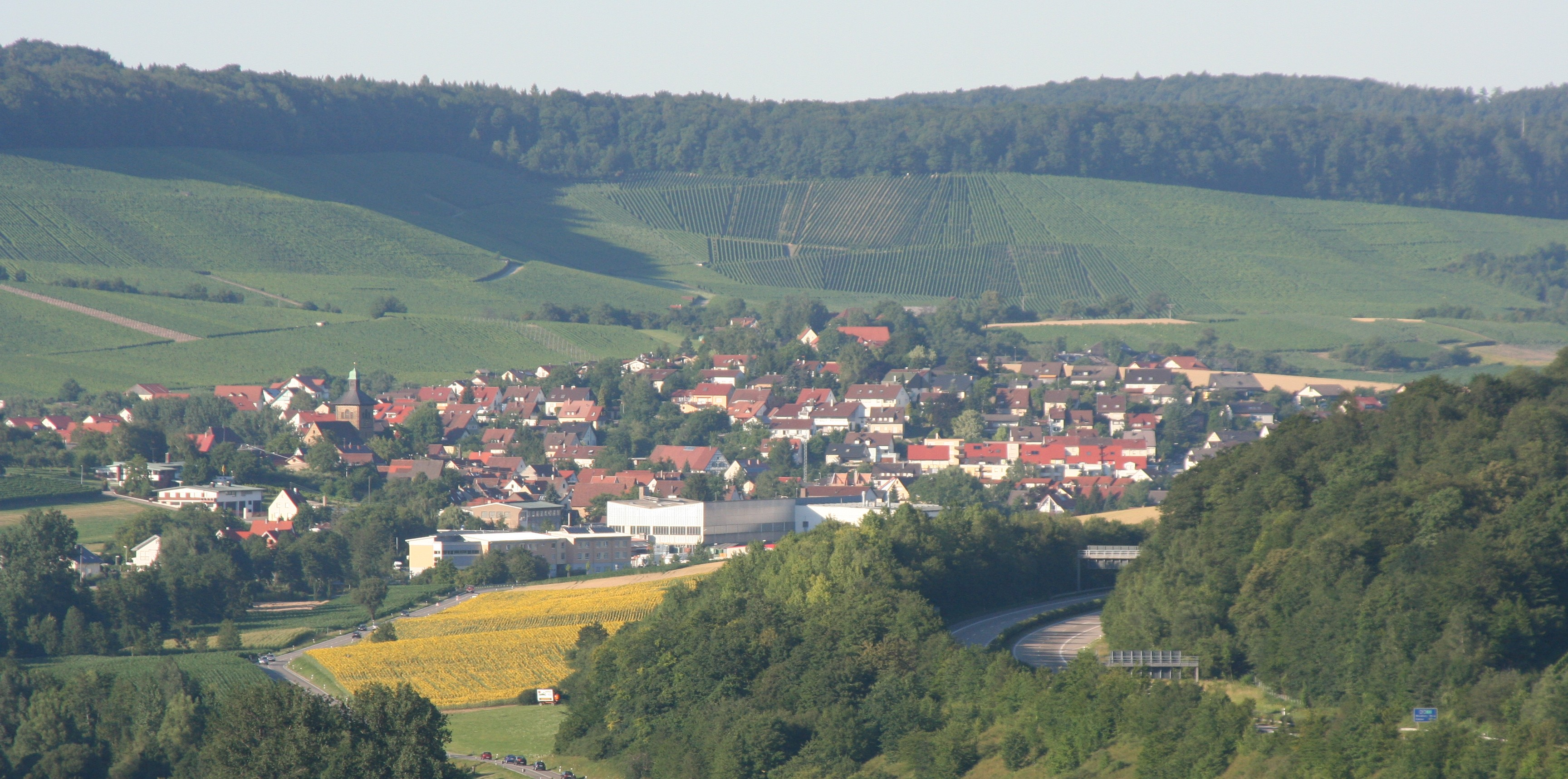
Blick talaufwärts nach Nordosten ins untere Eberbachtal auf Eberstadt

Unterhalb von Hölzern fließt der Eberbach in recht breiter Aue ungefähr nach Westsüdwesten und unterquert die A 81, die aus dem Tunnel Hölzern ins Klingenbachtal eingetreten ist und danach dem Eberbach am linken Talhang folgt.
Nach fast der Hälfte seines Laufes mündet im Dorf Eberstadt der Schmalbach von Norden her, sein nach Länge wie Einzugsgebiet größter Zufluss. Auf nun südwestlichem Lauf speisen ihn aus dem Nordwesten nacheinander die Gellmer und der Bach aus dem Grund. Er biegt danach nahe dem Weinsberger Kreuz rechts um den auf dem niedrigen rechten Talsporn stehenden Weinsberger Stadtteil Weißenhof herum. 
Dort, inzwischen Weißenhofbach genannt, fließt er noch einen knappen Kilometer in der breiten rechten Aue des Flusses westwärts und mündet schließlich, im Staubereich des gewöhnlich wasserlosen Rückhaltebeckens Weißenhof und schon auf der Gemarkung der Gemeinde Erlenbach, auf etwa 165 m ü. NHN von rechts in den Unterlauf der Sulm.
Der Eberbach fließt nach einem 7,0 km langem Lauf mit mittleren Sohlgefälle von etwa 12 ‰ etwa 85 Höhenmeter unterhalb seines Ursprungs der Sulm zu.

### Einzugsgebiet
Der Eberbach hat ein 18,6 km² großes Einzugsgebiet und damit das größte von allen Nebenflüssen der Sulm. Es liegt, naturräumlich gesehen, im nördlichen, niedriger auslaufenden Teil der zu den Schwäbisch-Fränkischen Waldberge zählenden Löwensteiner Berge. Seine weit ausgeräumte Talbucht neben dem eigentlichen Sulmtal wird zu dessen Unterraum Weinsberger Tal gerechnet, der Ring der Randberge darum herum zählt, ausgenommen deren niedrigen Abschnitt im Süden, zum Unterraum Sulmer Bergebene. Der mit 338,1 m ü. NHN höchste Punkt liegt auf einer flachen Kuppe der Bergebene nördlich von Buchhorn; im südlichen Teil liegt das Höhenmaximum dagegen bei nur 317,7 m ü. NHN auf dem Herrenberg.
Reihum grenzen die Einzugsgebiete folgender Nachbargewässer an:
- Jenseits des genannten höchsten Punktes beginnt recht nahe der Brettach-Zufluss Dahenbach seinen Lauf;
- etwas weiter östlich noch jenseits der nördlichen Wasserscheide konkurrieren der Limbach, an der nordöstlichen der Sulzbach (!), im Osten der Schwabbach und sein Zufluss Dimbach fortlaufend weiter oben zur Brettach;
- hinter dem schmaleren und tieferen Bergrücken aus Herrenberg und Wildenberg im Süden entspringen die kleineren Gewässer Sülzbach (!) und Wetterischbach, die vor dem Eberbach von rechts in die Sulm münden;
- den Abfluss auf der Gegenseite der westlichen Wasserscheide bis zurück zum Eck mit der nördlichen nimmt der nächste Sulm-Zufluss Erlenbach auf.

Die nördliche und östliche Wasserscheide ist hydrologisch bedeutender, da sie vom Einzugsgebiet des großen Brettach-Vorfluters Kocher trennt, der unterhalb der Sulm in den Neckar mündet.
Auf den südexponierten Hängen der Talbucht und ihrer rechten Nebenbuchten wird auf flurbereinigten Flächen Weinbau betrieben. In der übrigen, flachhügeligen bis flachen Talbucht dominiert über der Talmulde der Ackerbau. Wald steht auf dem Ring der Hochflächen um die Bucht und an den nordexponierten Hängen links des Eberbachs.
Das Gebiet gehört überwiegend zur Gemeinde Eberstadt, dessen Orte,
- das früher selbständige Hölzern am Zusammenfluss der beiden Quelläste Eberbach und Klingenbach,
- der Weiler Klingenhof am Oberlauf des Klingenbachs,
- der Weiler Buchhorn in der Seitenbucht des linken Schmalbach-Oberlaufes Buchhorner Bach,
- der Weiler Lennach am rechten Schmalbach-Oberlauf Lennacher Bach
- sowie Eberstadt selbst am Zufluss des Schmalbachs zum Eberbach

sämtlich im Einzugsgebiet des Eberbaches liegen.
Daneben hat in dessen Westen noch die Stadt Weinsberg einen nicht kleinen Gebietsanteil mit
- dem Stadtteil Gellmersbach am oberen Gellmer oder Gellmersbach,
- dem Wohnplatz Weißenhof auf dem niedrigen rechten Talsporn des Eberbachtals zum Sulmtal sowie
- der neueren Aussiedlerhofgruppe Blaßhalden im oberen Grund.

Andere durchweg unbesiedelte kleine Randstreifen liegen meist im Höhenwald und gehören
- zur Stadt Neckarsulm,
- zur Stadt Neuenstadt am Kocher,
- im Osten ein etwas größeres Waldgebiet zur Gemeinde Bretzfeld und
- im Westen ein Weinberghang und kleinere Waldstreifen zur Gemeinde Erlenbach.

### Zuflüsse und Seen
Liste der Zuflüsse und  Seen von der Quelle zur Mündung. Gewässerlänge, Seefläche, Einzugsgebiet und Höhe nach den entsprechenden Layern auf der Onlinekarte der LUBW. Andere Quellen für die Angaben sind vermerkt.
Ursprung des Eberbachs auf etwa 250 m ü. NHN in der Langen Klinge neben der L 1036 zwischen Bretzfeld-Schwabbach und Eberstadt-Hölzern. Der Bach fließt anfangs westlich.
- Passiert auf etwa 220 m ü. NHN zwei Weiher nach dem Waldaustritt, zusammen 0,1 ha.
- Klingenbach, teils auch Eberbach, von rechts und Nordwesten auf etwa 195 m ü. NHN[4] gegenüber Eberstadt-Hölzern, 1,8 km und ca. 2,2 km². Entfließt auf etwa 227 m ü. NHN dem Recyclinghof am Klingenwald unter der Hochebene nördlich von Eberstadt-Klingenhof.
 Der Eberbach selbst ist an diesem Zufluss erst 1,5 km lang, hat aber ebenfalls ein ca. 2,2 km² großes Einzugsgebiet.
  -  Entwässert einen Teich auf über 230 m ü. NHN zwischen Recyclinghof und der darüberliegenden Deponie, unter 0,1 ha.
  -  Durchläuft auf etwa 211 m ü. NHN gleich nach Unterqueren der Bundesautobahn 81 das dauerangestaute Becken des Hochwasserrückhaltebeckens Hölzern, 0,5 ha.
  -  Passiert einen Kleinteich im Mündungswinkel unmittelbar an der Mündung, unter 0,1 ha.
- Schmalbach, von rechts und Norden auf etwa 181 m ü. NHN in Eberstadt, 1,2 km ab dem Zusammenfluss der Oberläufe und 3,1 km mit dem linken Oberlauf Buchhorner Bach sowie ca. 5,1 km². Fließt auf etwa 196,5 m ü. NHN[5] an einer Feldwegbrücke bei den Sportplätzen nördlich von Eberstadt aus seinen beiden Oberläufen zusammen
  - Buchhorner Bach, linker und nördlicher Hauptstrang-Oberlauf, 1,9 km und ca. 2,0 km². Entsteht auf etwa 285 m ü. NHN ostnordöstlich von Eberstadt-Buchhorn im Wald zwischen den Gewannen Winter- und Sommerhalde. Läuft in einem Linksbogen anfangs westlich und später südöstlich.
  - Lennacher Bach, rechter und nordwestlicher Nebenstrang-Oberlauf, 2,0 km und ca. 1,4 km². Entspringt auf knapp 280 m ü. NHN dem Pfitzbrünnele im Pfitzhofwald nordwestlich von Eberstadt-Lennach.
    -  Passiert auf etwas über 220 m ü. NHN Hangfuß einen Teich links am Lauf, unter 0,1 ha.
    -  Durchfließt auf etwa 210 m ü. NHN etwa einen Viertelkilometer vor dem Ortsrand von Lennach das Becken des Hochwasserrückhaltebeckens Lennach, 0,5 ha.
    - Langgraben, von rechts und Westen auf etwa 205 m ü. NHN am Ortsende von Lennach, 0,5 km und ca. 0,2 km². Entsteht auf etwa 235 m ü. NHN am unteren Randweg der Weinberge. Unbeständig wasserführender Weggraben in natürlicher Mulde.
- Gellmer oder Gellmersbach, von rechts und Nordwesten auf etwa 178 m ü. NHN nach Eberstadt, 1,1 km und ca. 2,1 km². Entsteht auf etwa 198 m ü. NHN am untern Ortsrand von Weinsberg-Gellmersbach.
  -  Im Einzugsgebiet liegt oberhalb auf etwas unter 230 m ü. NHN ein Teich unter den Weinbergen im Krähloch und vor den Gellmersbacher Sportplätzen, unter 0,1 ha.
- (Graben aus dem Grund), von rechts und Westnordwesten auf etwa 174 m ü. NHN nach Eberbach und vor Weinsberg-Weißenhof, 1,9 km und ca. 1,3 km². Entsteht auf etwa 265 m ü. NHN am Waldhang Ghäu westlich des Weinsberger Siedlungsplatzes Blaßhalden.

Mündung des Eberbachs von LR und NESW auf 165 m ü. NHN im Rückhaltebereich des nicht dauereingestauten Hochwasserrückhaltebeckens Weißenhof unterhalb von Weinsberg-Weißenhof und kurz vor dem Ortsrand von Erlenbach. Der Bach ist mit dem linken Quellast ab der Langen Klinge 7,0 km lang und hat ein 18,6 km² großes Einzugsgebiet.

### Hochwasserrückhaltebecken
Im Einzugsgebiet liegen zwei Hochwasserrückhaltebecken (HRB), die Mündung des Eberbachs in die Sulm liegt im Rückstaubereich eines dritten. Alle Becken gehören zum 1973 gegründeten Wasserverbandes Sulm mit Sitz in Weinsberg, sie haben Erddämme und das Gewässer, vor dessen Hochwasser sie schützen sollen, wird bei allen dauerhaft durchs Becken geführt (Hauptschluss). Am dritten und größten, von der Sulm durchflossenen wird der Abfluss gesteuert, an den beiden anderen, die zu den früh erbauten und kleinen Becken des Verbandes zählen, dagegen nicht.
| Name | Lage | Lage | Lage                     | Gestautes Gewässer und Abfluss         | Stauraum in m3 | Stauraum in m3 | EZG       | Staufläche | Staufläche | Dammhöhe | Baujahr |
| |      |      | Ort                      |                                        | Maximal        | Dauer          |           | Max        | Dauer      |          |         |
| --- | ---- | ---- | ------------------------ | -------------------------------------- | -------------- | -------------- | --------- | ---------- | ---------- | -------- | ------- |
| HRB Hölzern | ⊙    | vor  | Hölzern (Gde. Eberstadt) | Klingenbach → Eberbach                 | 0.015.000      | 0.008.000      | 001,9 km2 | ?          | 00,5 ha    | 07,00 m  | 1978    |
| HRB Lennach | ⊙    | vor  | Lennach (Gde. Eberstadt) | Lennacher Bach → Schmalbach → Eberbach | 0.016.000      | 0.006.000      | 001,0 km2 | ?          | 00,5 ha    | 06,20 m  | 1978    |
| HRB Weißenhof | ⊙    | vor  | Erlenbach                | Sulm                                   | 0.571.000      | –              | 082,4 km2 | ?          | –          | 06,80 m  | 1989    |
| Angaben zu Stauraum, Dammhöhe und Baujahr und zur gewöhnlichen Fläche der dauereingestauten Becken jeweils nach der amtlichen Gewässerkarte. Rückhaltebecken mit Eintrag „–“ in der Spalte für den Dauerstauraum sind gewöhnlich wasserlos. Die Einzugsgebiete wurden auf ihr abgemessen, unter weitestmöglicher Übernahme der Flächenwerte für die hierfür nicht zu zerschneidenden Teileinzugsgebiete. |      |      |                          |                                        |                |                |           |            |            |          |         |

## Geologie
Das Einzugsgebiet liegt im Mittleren Keuper. Dessen höchste Schicht dort ist der Schilfsandstein (Stuttgart-Formation), der für den Ring der oben recht flachen Randberge um das Eberbachtal strukturbildend ist. Darunter am Hang liegt Gipskeuper (Grabfeld-Formation). Am Südrand des Einzugsgebietes ist im Bereich der Autobahntrasse eine Schilfsandstein-Großscholle mit erkennbarer Risskante vom westlichen Wildenberg auf den Gipskeuper abgerutscht. Kleinere solche Rutschungen gibt es auch am östlichen Wildenberg südwestlich von Hölzern sowie etwas nördlich von Eberstadt an einem Südhang des Talkessels.
Die genannten älteren Schichten sind weithin durch Lösssediment aus quartärer Ablagerung überdeckt, auf der Hochebene wie auch im Tal, dort oft auch in Form von lösshaltigen Fließerden. Die größeren Bäche laufen in holozänen Auensedimentbändern. Fast an allen Südhängen liegen Rebflächen, die flurbereinigt wurden, weshalb dort die natürliche Schichtenstruktur gestört ist.
An ein paar Stellen auf der Hochebene gibt es aufgelassene kleine Steinbrüche mit bis zu zwölf Meter hohen Abbauwänden des dort zumindest stellenweise in Flutfacies dickbankig abgelagerten Schilfsandsteins, ebenso dort und an den Hängen einige ehemalige Mergelgruben mit teilweise kleinen Tümpeln.

## Natur und Schutzgebiete
Der Eberbach ist auf ganzer Länge als feinmaterialreicher, karbonatischer Mittelgebirgsbach klassifiziert. Nach seinem Ursprung schlängelt sich der Bach durch den Wald der Langen Klinge. Nach dem Wechsel in die offene Flur vor Hölzern fließt er waldfern, wenig gewunden und meist von einer Galerie am Ufer begleitet durch eine besiedelte Auenlandschaft.
An einigen Stellen auf der Hochebene rechts über dem Eberbachtal gibt es kleine Seen und Feuchtgebiete teils in ehemaligen Mergelgruben, die teils als Naturdenkmale geschützt sind. Anderswo stehen alte Steinbrüche und natürliche Felsen im Schilfsandstein unter diesem Schutz, ebenso das Pfitzbrünnele, der Ursprung des Lennacher Bachs.
Auf dem westlichen Wildenberg sind unter diesem Namen stark überlappend ein etwa einen halben Quadratkilometer großes Waldschutzgebiet und ein fast ebenso großes Naturschutzgebiet eingerichtet.
Ein Wasserschutzgebiet des Zweckverbandes Eberbachgruppe umfasst annähernd das gesamte Einzugsgebiet des Zuflusses Schmalbach, ein merklich kleineres mit dem Namen Erlenbach im Süden liegt um den Weißenhof, es greift ein wenig die Sulm abwärts und über sie hinweg in andere Einzugsgebiete aus.

## Geschichte
Der heute Weißenhofbach genannten Unterlaufabschnitt des Eberbachs ab dem Weißenhof in der Sulmaue war früher ein rechter Mündungsarm. Der viel kürzere linke besteht heute nicht mehr. Er mündete etwas unterhalb der Weinsberger Hasenmühle und damit fast einen Kilometer oberhalb des Weißenhofbachs in die Sulm.

### LUBW
Amtliche Online-Gewässerkarte mit passendem Ausschnitt und den hier benutzten Layern: Lauf und Einzugsgebiet des Eberbachs

Allgemeiner Einstieg ohne Voreinstellungen und Layer: Daten- und Kartendienst der Landesanstalt für Umwelt Baden-Württemberg (LUBW) (Hinweise)
1. 1 2 3  Höhe nach dem Höhenlinienbild auf dem Hintergrundlayer Topographische Karte.
2. 1 2 3  Länge nach dem Layer Gewässernetz (AWGN).
3. 1 2 3  Einzugsgebiet nach dem Layer Basiseinzugsgebiet (AWGN).
4. ↑  Name Weißenhofbach nach blauer Beschriftung auf dem Hintergrundlayer Topographische Karte. Dort allerdings als Weissenhofbach notiert, ebenso wie dort der Weißenhof und das Gewann Weißenhofwiesen auf manchen Maßstäben mit -ss- eingetragen sind. Das Meßtischblatt 6821 Heilbronn von 1902 in der Deutschen Fotothek schreibt konsequent und konform zur üblichen Rechtschreibung mit -ß-.
5. 1 2  Höhe nach schwarzer Beschriftung auf dem Hintergrundlayer Topographische Karte.
6. 1 2  Seefläche nach dem Layer Stehende Gewässer.
7. 1 2  Einzugsgebiet abgemessen auf dem Hintergrundlayer Topographische Karte.
8. ↑  Stauanlagen nach dem einschlägigen Layer.
9. ↑  Ehemalige Sandsteinbrüche und Mergelgruben nach dem Layer Geitop.
10. ↑  Fließgewässertypus nach dem einschlägigen Layer.
11. ↑  Schutzgebiete nach den einschlägigen Layern, Natur teilweise nach dem Layer Biotop.

### Andere Belege
1. ↑  Abfluss-BW - Daten und Karten
2. ↑  Josef Schmithüsen: Geographische Landesaufnahme: Die naturräumlichen Einheiten auf Blatt 161 Karlsruhe. Bundesanstalt für Landeskunde, Bad Godesberg 1952. → Online-Karte (PDF; 5,1 MB)
3. ↑  Wolf-Dieter Sick: Geographische Landesaufnahme: Die naturräumlichen Einheiten auf Blatt 162 Rothenburg o. d. Tauber. Bundesanstalt für Landeskunde, Bad Godesberg 1962. → Online-Karte (PDF; 4,7 MB)
4. ↑  Höhe nach schwarzer Beschriftung auf dem Meßtischblatt 6822 Willsbach von 1932 in der Deutschen Fotothek.
5. ↑  Höhe nach schwarzer Beschriftung auf dem Meßtischblatt 6821 Heilbronn von 1902 in der Deutschen Fotothek.
6. ↑  Geologie nach den Layern zu Geologische Karte 1:50.000 auf: Mapserver des Landesamtes für Geologie, Rohstoffe und Bergbau (LGRB) (Hinweise). Nur den östlichen und mittleren Teil des Einzugsgebietes zeigt die unter → Literatur aufgeführte geologische Karte.
7. ↑  Ehemaliger linker Mündungsarm nach dem Meßtischblatt 6821 Heilbronn von 1902 in der Deutschen Fotothek